# 西涅利尼科韋 (新普斯科夫區)
49°43′13″N 38°47′49″E / 49.72028°N 38.79694°E
西內利尼科韋（烏克蘭語：Синельникове）是位於烏克蘭東部的村莊，由盧甘斯克州舊比利斯克區的比洛盧齊克市鎮負責管轄。該村始建於1952年，面積1.28平方公里，海拔高度156米，2001年人口42，人口密度每平方公里32.8人。